# دشنا (ناحیه زلین)
دشنا (به چکی: Dešná) یک منطقهٔ مسکونی در جمهوری چک است که در ناحیه زلین واقع شده‌است. دشنا ۲٫۱۶ کیلومتر مربع مساحت و ۱۸۹ نفر جمعیت دارد و ۳۶۰ متر بالاتر از سطح دریا واقع شده‌است.